# انشعاب اول خط ۱ (مترو تهران)
انشعاب اول خط ۱ مترو تهران، خطی برون‌شهری به طول ۴۹٫۴ کیلومتر با ۵ ایستگاه مستقل (۴ ایستگاه فعال) است که از ایستگاه شاهد-باقرشهر آغاز و در شهر پرند به پایان می‌رسد.
بخش نخست این انشعاب در ۳۰ فروردین ۱۳۹۵ با افتتاح مسیر ایستگاه شاهد-باقرشهر تا ایستگاه شهر آفتاب به بهره‌برداری‌ رسید. همچنین در ادامه از ایستگاه شهر آفتاب تا ایستگاه شهر فرودگاهی امام خمینی در ۱۶ مرداد ۱۳۹۶ افتتاح شد. بخش سوم این مسیر هم از فرودگاه تا ایستگاه شهر پرند در ۹ آذر ۱۴۰۲ افتتاح شد.
این خط در حوالی کهریزک از درون زمین خارج و مانند خط ۵، بر روی سطح زمین حرکت می‌کند. قرار است که قطار تندرو این خط فاصله میان تهران و پرند را در ۳۴ دقیقه طی کند. به گفته محمدباقر قالیباف شهردار پیشین تهران این خط در آینده شبانه‌روزی خواهد شد.

## ویژگی‌ها
انشعاب خط ۱ مترو نخستین خط تندرو (اکسپرس) با سرعت ۱۲۰ کیلومتر بر ساعت است که با گشایش بخش پایانی آن تا شهر پرند، مسیر ۵۰ کیلومتری تهران تا پرند در زمان ۳۴ دقیقه‌ای پیموده می‌شود. هفتصد متر از این خط در زیر زمین ساخته شده که در شهر کهریزک از زیر زمین خارج شده و دنباله راه تا فرودگاه به صورت روگذر ساخته شده‌است. ایستگاه‌های شهر آفتاب، شهر فرودگاهی امام خمینی و ایستگاه شهر پرند ۳ ایستگاه فعال انشعاب خط ۱ هستند که ایستگاه شاهد-باقرشهر سال‌ها پیش در خط یک مترو تهران فعال شده‌بود.

## ایستگاه‌ها
| شماره | نام ایستگاه        | تقاطع                                   | آدرس                                                                | شروع به‌کار |
| ----- | ------------------ | --------------------------------------- | ------------------------------------------------------------------- | ---------- |
| ۱     | شاهد-باقرشهر       | بدون سکوی مجزا از خط ۱ (ایستگاه تبادلی) | بلوار امام خمینی، روبروی در شمالی بهشت زهرا                         | ۱۳۸۶       |
| ۲     | نمایشگاه شهر آفتاب |                                         | آزادراه تهران-قم، جنب عوارضی و در نزدیکی مجموعه نمایشگاهی شهر آفتاب | ۱۳۹۵       |
| ۳     | واوان              |                                         | شهر واوان                                                           |            |
| ۴     | فرودگاه امام خمینی |                                         | فرودگاه بین‌المللی امام خمینی                                        | ۱۳۹۶       |
| ۵     | شهر پرند           |                                         | شهر جدید پرند، بلوار باهنر، حد فاصل میدان بصیرت تا میدان آزادی      | ۱۴۰۲       |

## تقاطع با خط‌های دیگر مترو
این مسیر مترو در ایستگاه شاهد-باقرشهر با خط ۱ مترو تهران دارای ایستگاه تبادلی است.

## پیوند با نقشه ترابری کشور
این مسیر مترو در حال حاضر و در ایستگاه میانی خود به فرودگاه بین‌المللی امام خمینی می‌رسد و در آذر ماه ۱۴۰۲ به سمت شهر جدید پرند توسعه یافت.